# The Importance of Being Morrissey
The Importance of Being Morrissey è un documentario televisivo sul cantante inglese Morrissey.
Prodotto da Chrysalis Television nel 2002, e andato in onda su Channel 4 l'8 giugno del 2003.
Diretto da Tina Flintoff e Ricky Kelehar il documentario, oltre a ripercorrere le principali tappe della carriera di Morrissey, riunisce fan celebri, del mondo della musica o della letteratura come Bono, Noel Gallagher o J. K. Rowling, che raccontano il loro pensiero nei confronti del cantante.
Il titolo del documentario si rifà alla commedia teatrale The Importance of Being Earnest di Oscar Wilde, autore molto apprezzato da Morrissey.